# مؤتمر فلسطين للاستثمار
يهدف مؤتمر فلسطين للاستثمار (PIC) إلى تعزيز اقتصاد فلسطين ودعم مستقبلها. انعقد هذا المؤتمر في قصر المؤتمرات في بيت لحم في عام 2008  و2010. وقد استضاف المؤتمر في عام 2008 رئيس الوزراء الفلسطيني سلام فياض  وفي عام 2010 الرئيس الفلسطيني محمود عباس. وقد حضره المبعوث الرسمي للجنة الرباعية حول الشرق الأوسط، توني بلير.  في عام 2010، ترأس الوفد الأمريكي المبعوث الخاص للسلام في الشرق الأوسط، جورج ميتشل. 
ركز مؤتمر 2008 على مبادرات التنمية الكبيرة وكانت إحدى النتائج هي مدينة روابي المخطط لها،  بينما ركز مؤتمر 2010 على الشركات الصغيرة والمتوسطة. 